# Robyn Hitchcock
Robyn Rowan Hitchcock (Londra, 3 marzo 1953) è un cantautore e chitarrista britannico.

## Biografia
Cresciuto a Londra, inizia la carriera nel 1976 quando forma a Cambridge i Soft Boys, gruppo new wave/punk influenzato dalla psichedelia. L'avventura termina nel 1981. Pubblica in quest'anno il primo album solista Black Snake Diamond Röle dove viene accompagnato da alcuni componenti del gruppo. Il successivo, Groovy Decay del 1982, è un mezzo fallimento soprattutto artistico con il suo tentativo di unire psichedelia e ritmi dance. Ciò lo porta a ritirarsi nel suo eremo nel Sussex.. Si riaffaccia nel 1984 con l'album acustico I Often Dream of Trains, debitore soprattutto dei dischi solisti di Syd Barrett, che è considerato tra i migliori album di psichedelia degli anni 80.
Nel 1985 forma con 2 ex-componenti dei Soft Boys gli Egyptians, il gruppo cresce in popolarità grazie al rock surreale e nel 1987 firma con la A&M Records, il loro brano Balloon Man tratto da Globe of Frogs diventa una college hit e viene trasmessa da MTV. In un paio di occasioni suona con Peter Buck dei R.E.M. e Peter Holsapple dei dB's con lo pseudonimo di Nigel and the Crosses.
Nel 1990 abbandona temporaneamente gli Egyptians per la realizzazione del disco da solista Eye. Nel 1994 lascia definitivamente il gruppo per una breve riunione dei Soft Boys. Firma per la Warner per la quale pubblica 2 album negli anni 90 con ospiti Tim Keegan, Jon Brion e Grant-Lee Phillips.
Nel 1998 Jonathan Demme realizza un film su di lui, Storefront Hitchcock dove viene filmato in concerto, dal film è stata tratta l'omonima colonna sonora.
Nel 2001 riforma i Soft Boys, la reunion porta alla pubblicazione del disco Nextdoorland nel 2002.
Pubblica da solista Robyn Sings, album registrato dal vivo con brani di Bob Dylan e Luxor
Nel 2004 sempre Jonathan Demme lo chiama per una piccola parte in The Manchurian Candidate.
Forma i Venus 3, sorta di supergruppo composto da Peter Buck, Scott McCaughey degli Young Fresh Fellows e Bill Rieflin dei Ministry.
Nel 2007 fu soggetto del documentario Robyn Hitchcock: Sex, Food, Death... and Insects di John Edginton trasmesso negli USA e nel Regno Unito sulla BBC. In contemporanea uscì l'EP live Sex, Food, Death... and Tarantulas dei Venus 3.
Nel 2013 ha ricevuto a Sanremo il Premio Tenco, massimo riconoscimento del Club Tenco.

## Discografia

### Album studio
- Black Snake Diamond Röle, 1981
- Groovy Decay, 1982
- I Often Dream of Trains, 1984
- Fegmania!, 1985 (con gli Egyptians)
- Element of Light, 1986 (con gli Egyptians)
- Globe of Frogs, 1988 (con gli Egyptians)
- Queen Elvis, 1989 (con gli Egyptians)
- Eye, 1990
- Perspex Island, 1991 (con gli Egyptians)
- Respect, 1993 (con gli Egyptians)
- Moss Elixir, 1996
- Jewels for Sophia, 1999
- Luxor, 2003
- Spooked, 2004
- Olé! Tarantula, 2006 (con i Venus 3)
- Goodnight Oslo, 2009 (con i Venus 3)
- Propellor Time, 2010 (con i Venus 3)
- Tromsø, Kaptein, 2011
- Love from London, 2013
- The Man Upstairs, 2014
- Robyn Hitchcock, 2017
- Shufflemania!, 2022

### Dal vivo
- Gotta Let This Hen Out!, 1985 (con gli Egyptians)
- Give It To The Thoth Boys - Live Oddities, 1993 (con gli Egyptians)
- The Kershaw Sessions, 1994 (with the Egyptians)
- Storefront Hitchcock, 1998
- Live at the Cambridge Folk Festival, 1998 (con gli Egyptians)
- Robyn Sings, 2002 (Album di cover di Bob Dylan)
- This is the BBC, 2006
- Sex, Food, Death... and Tarantulas (Live EP), 2007
- I Often Dream of Trains in New York, (CD+DVD), 2009